# What Do You Want from Me? (bài hát của Monaco)
"What Do You Want from Me?" (tạm dịch: Bạn muốn gì ở tôi?) là bài hát nổi tiếng nhất của ban nhạc Monaco do tay bass Peter Hook, thành viên của bạn nhạc New Order, thành lập. Ca khúc được phát hành vào năm 1997 trong album ra mắt Music for Pleasure, đạt vị trí thứ 11 trên Bảng xếp hạng đĩa đơn của Vương quốc Anh và trở thành một bản hit rock thành công vừa phải ở Canada và Hoa Kỳ. Ban nhạc đã phát hành thêm hai đĩa đơn sau album, nhưng đây vẫn là đĩa đơn thành công nhất. Bài hát đã xuất hiện trong mùa 2 của loạt phim hoạt hình MTV Daria cũng như trong mùa 1 của chương trình truyền hình Anh Quốc Trigger Happy TV cũng như trong soundtrack của album. Nó cũng có một video âm nhạc. Bài hát nói về mối quan hệ không thành của Hook với diễn viên hài Caroline Aherne.

## Video âm nhạc
Video âm nhạc có các thành viên của nhóm Peter Hook và David Potts bước vào một sòng bạc sang trọng cùng với nhiều người quyến rũ khác, bao gồm hai phụ nữ, cùng với hai nhân vật ăn mặc theo phong cách gothic (nam và nữ), một người lùn và một phụ nữ trông quyến rũ. Khi Potts chơi trò roulette với một nhóm người, Hook chơi nhạc bass và hát bên dưới chiếc bàn kính. Ngay trước phần điệp khúc, Hook xuất hiện bên ngoài và Potts hỗ trợ hát phần điệp khúc từ bên dưới tấm kính. Sau đó, hai ca sĩ phụ cũng xuất hiện bên dưới tấm kính. Tại một bàn khác, người chia bài đưa cho Hook một số quân bài. Anh ta lén nhìn họ khi hát. Khi chiến thắng, chú lùn cùng với nhiều người khác xuất hiện tại bàn. Chú lùn nhảy cẫng lên, reo hò. Sau đó, ban nhạc xuất hiện trong một căn phòng màu trắng biểu diễn bài hát và cũng tại nơi dường như là mặt tiền của sòng bạc. Các vị khách tiếp tục thích thú và người phụ nữ trông quyến rũ bước vào cùng với chú lùn ném thứ gì đó vào thùng rác. Chúi lùn xuất hiện trong một khu vực khác của sòng bạc chơi độc tấu piano nổi bật trong khi người đàn ông trông theo phong cách gothic ngồi với người phụ nữ trông theo phong cách gothic. Anh ấy ra hiệu với cô ấy như để nói rằng anh ấy cần có một cái cớ và bỏ đi với người phụ nữ trông quyến rũ trong khi người bạn gái nhìn theo. Sau đó, một người đàn ông túm lấy một người phụ nữ từ phía sau và cô ta đuổi anh ta đi trong khi các ca sĩ hát phụ hát bằng micrô ở một khu vực khác của sòng bạc. Một người phụ nữ hôn lên đầu chú lùn và một người đàn ông khác bị một người phụ nữ rót đồ uống vào người khi ban nhạc tiếp tục chơi trong căn phòng trắng. Cuối cùng, bốn phụ nữ có mặt trong video mỉm cười rời khách sạn và Hook và Potts theo họ ra ngoài.

## Danh sách bài hát
Đĩa đơn CD (UK 573 191-2)
1. "What Do You Want from Me?" (03:54)
2. "Bicycle Thief" (04:00)
3. "Ultra" (07:54)
4. "What Do You Want from Me?" (Nhạc khí) (04:36)

Đĩa đơn 7" (UK 573 190-7)
1. "What Do You Want from Me?"
2. "Bicycle Thief"

## Bảng xếp hạng
| Bảng xếp hạng (1997)                 | Cao nhất Vị trí |
| ------------------------------------ | --------------- |
| Australia (ARIA)                     | 75              |
| Bỉ (Ultratip Flanders)               | 18              |
| Canada Rock/Alternative (RPM)        | 13              |
| Europe (Eurochart Hot 100)           | 39              |
| Đức (GfK)                            | 87              |
| Iceland (Íslenski Listinn Topp 40)   | 36              |
| Hà Lan (Single Top 100)              | 60              |
| Poland (LP3)                         | 28              |
| Scotland (OCC)                       | 9               |
| Thụy Điển (Sverigetopplistan)        | 40              |
| Anh Quốc (OCC)                       | 11              |
| Hoa Kỳ Radio Songs (Billboard)       | 61              |
| Hoa Kỳ Alternative Songs (Billboard) | 24              |

| Bảng xếp hạng (1997)                 | Vị trí |
| ------------------------------------ | ------ |
| UK Singles (Official Charts Company) | 180    |